# Tertön
Tertön (tibétain, Wylie : gter ston) est un mot tibétain signifiant « découvreur de trésors ». 
Dans le bouddhisme tibétain, un tertön est une personne qui découvre des enseignements ou des objets sacrés cachés (tibétain : terma, Wylie : gter-ma) à une certaine époque pour être redécouverts en temps utile. 
Padmasambhava avait prédit à certains de ces disciples, que dans les temps à venir, ils révéleraient ses enseignements, devenant  des  tertöns. À travers les siècles, de nombreuses personnes ont été reconnues comme tertöns. 
Pour découvrir des termas, ils se doivent d'avoir des parèdres. S'il ne le font pas, à partir d'un certain âge, ils tombent malades et meurent.
Cette pratique permit aussi à certains enseignements d'échapper aux persécutions religieuses. Les bouddhistes tibétains avaient pour coutume de cacher les termas en divers lieux du Tibet et des pays avoisinants. Les maîtres spirituels qui en font la découverte, les tertöns, sont plus particulièrement liés à l'école Nyingma et au Bön.

## Liste de tertöns
- Trapa Ngönshé (1012–1090)

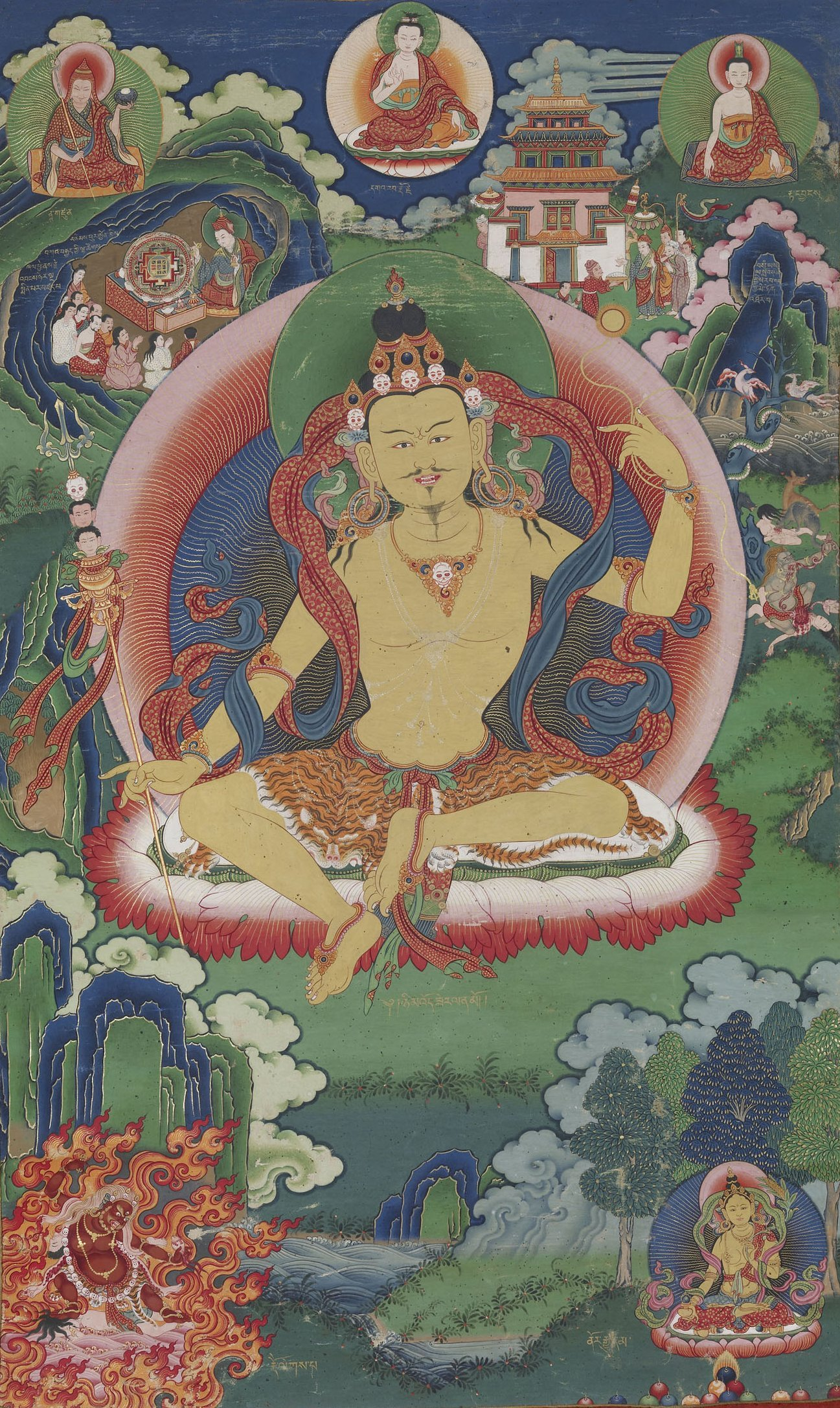
Thangka bhoutanaise représentant Guru Nyima Ozer (une des manifestations de Padmasambhava), fin du XIXe siècle, Do Khachu Gonpa, Mebisa, Bhoutan

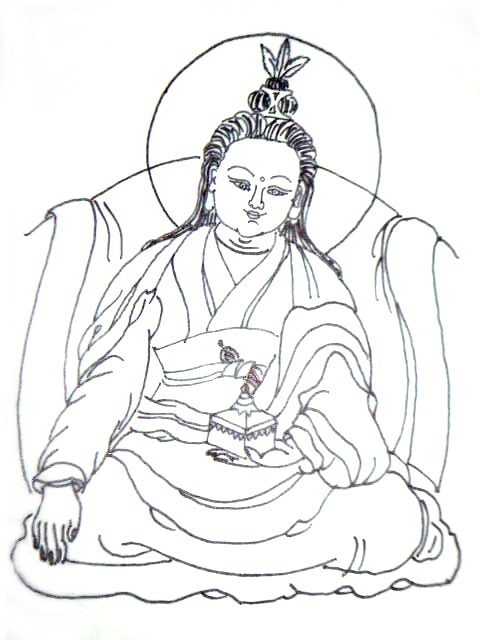
Tertön Rigdzin Gödem

- Nyangrel Nyima Özer (1124-1192, ou 1136–1204)
- Tsangpa Gyare (1161-1211), fondateur de l'ordre Droukpa Kagyu.
- Guru Chökyi Wangchuk (1212-1270)
- Dorje Lingpa (1346-1405)
- Karma Lingpa (~1350), découvreur du Bardo Thödol.
- Pema Lingpa (1445/50-1521)
- Chungdrag Dorje XVIIe siècle, dont Steven Seagal a été reconnu comme la réincarnation[1].
- Lobsang Gyatso, 5e dalaï lama, (1617-1682).
- Urgyen Terdak Lingpa (1646-1714), un des plus grands Maîtres Nyingmapas.
- Jigme Lingpa (1730-1798) : a condensé l'enseignement de Longchenpa en un cycle de termas appelé Longchen Nyingthig, qui constitue la base principale du dzogchen contemporain.
- Chogyur Lingpa : fut un tertön nyingmapa qui vécut au XIXe siècle.
- Jamyang Khyentse Wangpo (1820-1892) fut un tertön sakyapa.
- Nyala Pema Dündul (1816-1872)
- Nyala Rinpoché (1863-1963)
- Tertön Sogyal (1856-1926), proche du 13e dalaï-lama, découvrit un cycle de Vajrakilaya intitulé le Yang nying p'udri.
- Khakyab Dorje, 15e karmapa (1871 - 1922)
- Dilgo Khyentse Rinpoché (1910-1991)
- Dudjom Rinpoché (1904-1987)
- Dechen Bangmo (bonpo)
- Khenpo Jigme Phuntsok (1933-2004)  : fut une des réincarnations de Tertön Sogyal.
- Mindroling Trichen Rinpoché (1930-2008)
- Rigdzin Namkha Gyatso Rinpoché (1967- ), exilé en Suisse.
- Chagdud Tulku Rinpoché (1930-2002)
- Chögyal Namkhai Norbu Rinpoché (1938- 2018)
- Namkha Drimed Rabjam Rinpotché (1938- )
- Chögyam Trungpa Rinpoché (1939-1987)
- Drubpon Tharchin Rinpoché (1949- )